# Glasgow Academy of Musical Theatre Arts
De Glasgow Academy of Musical Theatre Arts (GAMTA) is een muziektheater- en opleidingsschool in Glasgow, Schotland sedert 1994.  
De Glasgow Academy of Musical Theatre Arts heeft een opleiding van drie jaar en geeft een gevarieerd programma van voorstellingen in het hele academiejaar voor zowel voltijd- als deeltijdstudenten.